# Klenice
Klenice is een plaats in de gemeente Pregrade in de Kroatische provincie Krapina-Zagorje. De plaats telt 109 inwoners (2001).